# Joey van den Berg
Joey van den Berg (Nijeveen, 13 februari 1986) is een Nederlands voormalig voetballer die doorgaans als middenvelder speelde. 

## Carrière

### SC Heerenveen
Van den Berg speelde in de jeugd bij SVN '69 tot hij werd opgenomen in de jeugdopleiding van sc Heerenveen. Hier kwam het niet tot een doorbraak. De club verhuurde hem in het seizoen 2005/06 aan FC Omniworld en na zijn terugkeer werd besloten zijn contract te ontbinden. In het seizoen 2006/07 speelde hij vervolgens voor MSC in de zondag Hoofdklasse C in het district Noord. Van den Berg kwam in het seizoen 2007/08 op amateurbasis uit voor Go Ahead Eagles, waarna opnieuw een terugkeer naar de amateurs volgde. Zodoende speelde hij in de seizoenen 2008/09 en 2009/10  in de zondag Hoofdklasse C voor MVV Alcides. 

### Doorbraak bij PEC Zwolle
Na een stageperiode bij PEC Zwolle besloot die club in 2010 om hem een amateurcontract aan de bieden. Hij speelde dat jaar het grootste gedeelte van de competitiewedstrijden en ondertekende in november 2010 een profcontract. Hij werd in het seizoen 2011/12 met PEC Zwolle kampioen in de Eerste divisie.

### Terug naar SC Heerenveen
Van den Berg verliet PEC Zwolle in de winterstop van het seizoen 2012/13 en keerde terug naar sc Heerenveen. Daar werd hij in het seizoen 2013/14 een vaste basisspeler op het middenveld. Van den Berg kreeg op 5 maart 2016 voor de zevende keer in zijn carrière een rode kaart tijdens een Eredivisiewedstrijd (vijf in dienst van sc Heerenveen, twee bij PEC Zwolle). Daarmee evenaarde hij het record van Gregoor van Dijk. Van den Berg speelde die dag met sc Heerenveen thuis tegen FC Utrecht (0-4 verlies). Tijdens een duel met Sébastien Haller stapte hij half over de bal, op de enkel van zijn tegenstander. Scheidsrechter Serdar Gözübüyük gaf hem daarop zijn zevende rode kaart.

### Reading FC
Na afloop van het seizoen 2015/16 gaf Heerenveen Van den Berg geen nieuwe verbintenis, waardoor hij transfervrij op zoek kon naar een nieuwe club. Hij tekende in juni 2016 een contract tot medio 2018 bij Reading, op dat moment actief in de Championship. Van den Berg kwam hier te spelen onder landgenoot Jaap Stam, die twee weken eerder door de club werd aangesteld als hoofdcoach. Hij werd ploeggenoot van onder anderen landgenoot Danzell Gravenberch, eveneens nieuw bij Reading.

### N.E.C.
Op 25 juli 2018 ondertekende Van den Berg een huurcontract voor het seizoen 2018/19 en aansluitend een contract voor het seizoen 2019/20 met een optie op nog een seizoen bij N.E.C.  dat uitkomt in de Eerste divisie. Op 17 augustus maakte hij tijdens de eerste speelronde zijn debuut voor N.E.C. in de thuiswedstrijd tegen SC Cambuur. Op 15 februari 2019 maakte hij zijn eerste goal voor N.E.C. in het met 4-4 gelijkgespeelde thuisduel met Go Ahead Eagles. In de voorbereiding op het seizoen 2019/20 werd hij teruggezet naar het beloftenteam wegens een gebrek aan perspectief. Op 4 november 2019 ontbond N.E.C. het tot medio 2020 doorlopende contract van Van den Berg.
In februari 2020 sloot hij aan bij hoofdklasser MVV Alcides. In september 2020 stopte hij met voetballen. Hij werd actief in de jeugdopleiding bij sc Heerenveen.

## Clubstatistieken
| Seizoen                       | Club            | Competitie      | Competitie | Competitie | Beker | Beker | Overig | Overig | Totaal | Totaal |
| Seizoen                       | Club            | Competitie      | Wed.       | Dlp.       | Wed.  | Dlp.  | Wed.   | Dlp.   | Wed.   | Dlp.   |
| ----------------------------- | --------------- | --------------- | ---------- | ---------- | ----- | ----- | ------ | ------ | ------ | ------ |
| 2004/05                       | sc Heerenveen   | Eredivisie      | 1          | 0          | 0     | 0     | –      | –      | 1      | 0      |
| 2005/06                       | sc Heerenveen   | Eredivisie      | 1          | 0          | 0     | 0     | –      | –      | 1      | 0      |
| 2005/06                       | FC Omniworld    | Eerste divisie  | 19         | 1          | 0     | 0     | –      | –      | 19     | 1      |
| 2006/07                       | MSC             | Amateurs        | –          | –          | –     | –     | –      | –      | –      | –      |
| 2007/08                       | Go Ahead Eagles | Eerste divisie  | 11         | 1          | 0     | 0     | –      | –      | 11     | 1      |
| 2008/09                       | MVV Alcides     | Amateurs        | –          | –          | –     | –     | –      | –      | –      | –      |
| 2009/10                       | MVV Alcides     | Amateurs        | –          | –          | –     | –     | –      | –      | –      | –      |
| 2010/11                       | FC Zwolle       | Eerste divisie  | 27         | 5          | 2     | 0     | 4      | 0      | 33     | 5      |
| 2011/12                       | FC Zwolle       | Eerste divisie  | 30         | 7          | 1     | 0     | –      | –      | 31     | 7      |
| 2012/13                       | PEC Zwolle      | Eredivisie      | 16         | 3          | 1     | 0     | –      | –      | 17     | 3      |
| 2012/13                       | sc Heerenveen   | Eredivisie      | 15         | 0          | 0     | 0     | –      | –      | 15     | 0      |
| 2013/14                       | sc Heerenveen   | Eredivisie      | 31         | 4          | 2     | 0     | –      | –      | 33     | 4      |
| 2014/15                       | sc Heerenveen   | Eredivisie      | 33         | 2          | 1     | 0     | –      | –      | 34     | 2      |
| 2015/16                       | sc Heerenveen   | Eredivisie      | 26         | 2          | 3     | 0     | –      | –      | 29     | 2      |
| 2016/17                       | Reading         | Championship    | 30         | 0          | 3     | 1     | –      | –      | 33     | 1      |
| 2017/18                       | Reading         | Championship    | 33         | 1          | 1     | 0     | –      | –      | 34     | 1      |
| 2018/19                       | → N.E.C.        | Eerste divisie  | 28         | 1          | 1     | 0     | 2      | 0      | 31     | 1      |
| 2019/20                       | → N.E.C.        | Eerste divisie  | 0          | 0          | 0     | 0     | 0      | 0      | 0      | 0      |
| Carrière totaal               | Carrière totaal | Carrière totaal | 301        | 27         | 15    | 1     | 6      | 0      | 322    | 28     |
| Bijgewerkt op 5 november 2019 |                 |                 |            |            |       |       |        |        |        |        |

## Erelijst
FC Zwolle
| Nationaal               |    |         |
| Kampioen Eerste divisie | 1x | 2011/12 |